# Причорноморська низовина

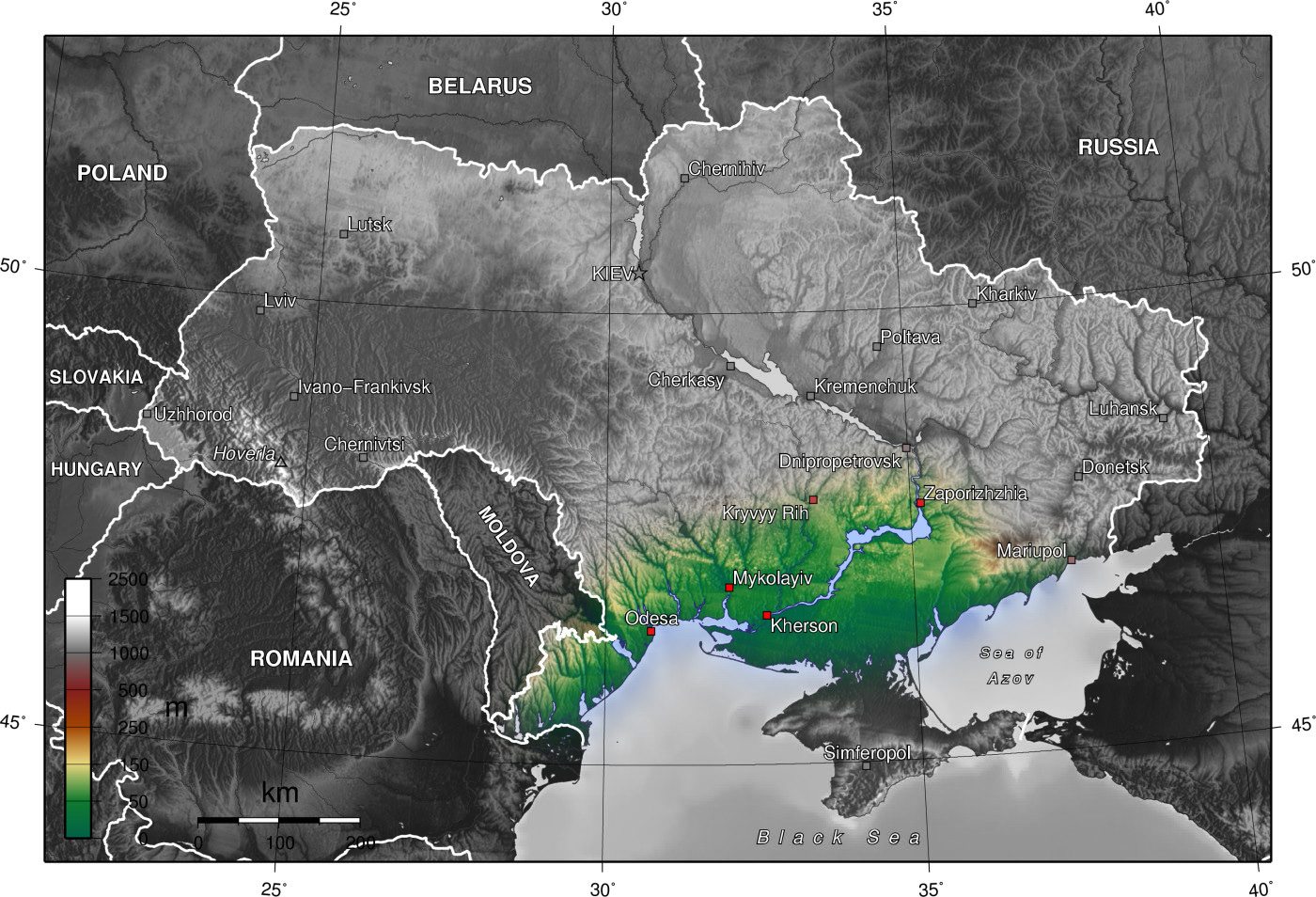
Причорноморська низовина (позначено зеленим кольором)

Причорномо́рська низовина́ — низовина на півдні України.

## Загальний опис
Причорноморська низовина знаходиться в межах Одеської, Миколаївської, Херсонської, Запорізької, частково Дніпропетровської областей. У деяких джерелах до цієї низовини також відносять рівнинну частину Автономної Республіки Крим. У тектонічному і морфоструктурному відношеннях більша частина низовини є складовою Причорноморської тектонічної западини (Південноукраїнської монокліналі).
Являє собою пласку, дещо нахилену на південь рівнину, що прилягає до Чорного й Азовського морів. Розташована між дельтою Дунаю на заході й річкою Кальміус на сході. Висоти від −5 (поблизу Куяльницького лиману) до 179 м, у середньому 90—150 м.
За тектонічною будовою низовина є частиною Причорноморської западини, заповненої майже горизонтальними потужними шарами осадових порід, переважно морських відкладів палеогену та неогену (глини, піски, піщано-глинисті і піщано-вапнякові породи, вапняки), на яких лежать континентальні відклади антропогенового віку — червоно-бурі глини, леси, лесоподібні суглинки. Третинні породи відслонюються лише в долинах річок і подекуди — на березі моря.
Низькі рівнини, перетнуті широкими (із серією терас) долинами річок Дніпра, Південного Бугу, Дністера й іншими. Вододіли плоскі; для них характерні западини-поди. Берегова смуга переважно стрімчаста, часто зі зсувами. Поблизу моря багато глибоких лиманів (Дніпровський, Дністровський й інші) та піщаних кіс, що вклинюються в море.
Переважають степові ландшафти з південними чорноземами й темно-каштановими ґрунтами. Більша частина степів розорана й використовується як сільськогосподарські землі.

Водозбірні басейни
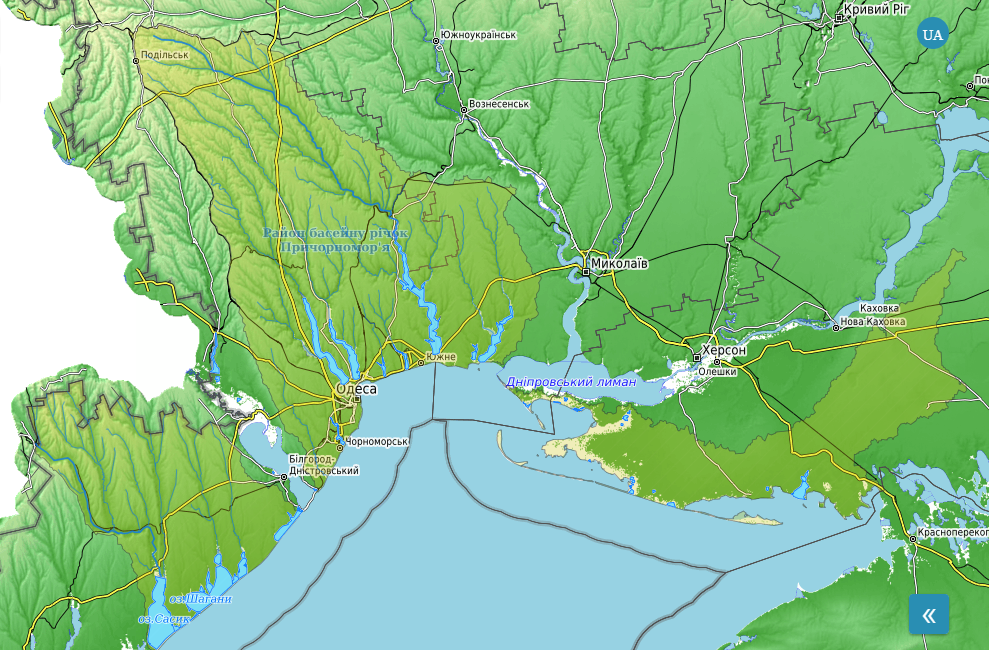
Річок Північного Причорномор'я
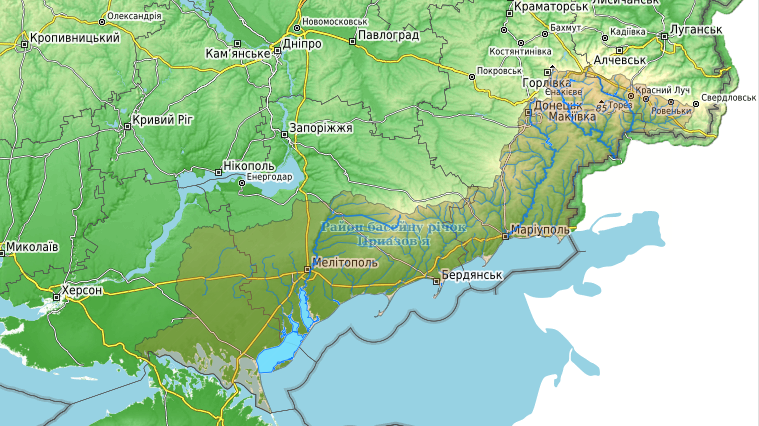
Річок Північного Приазов'я